# Acsád

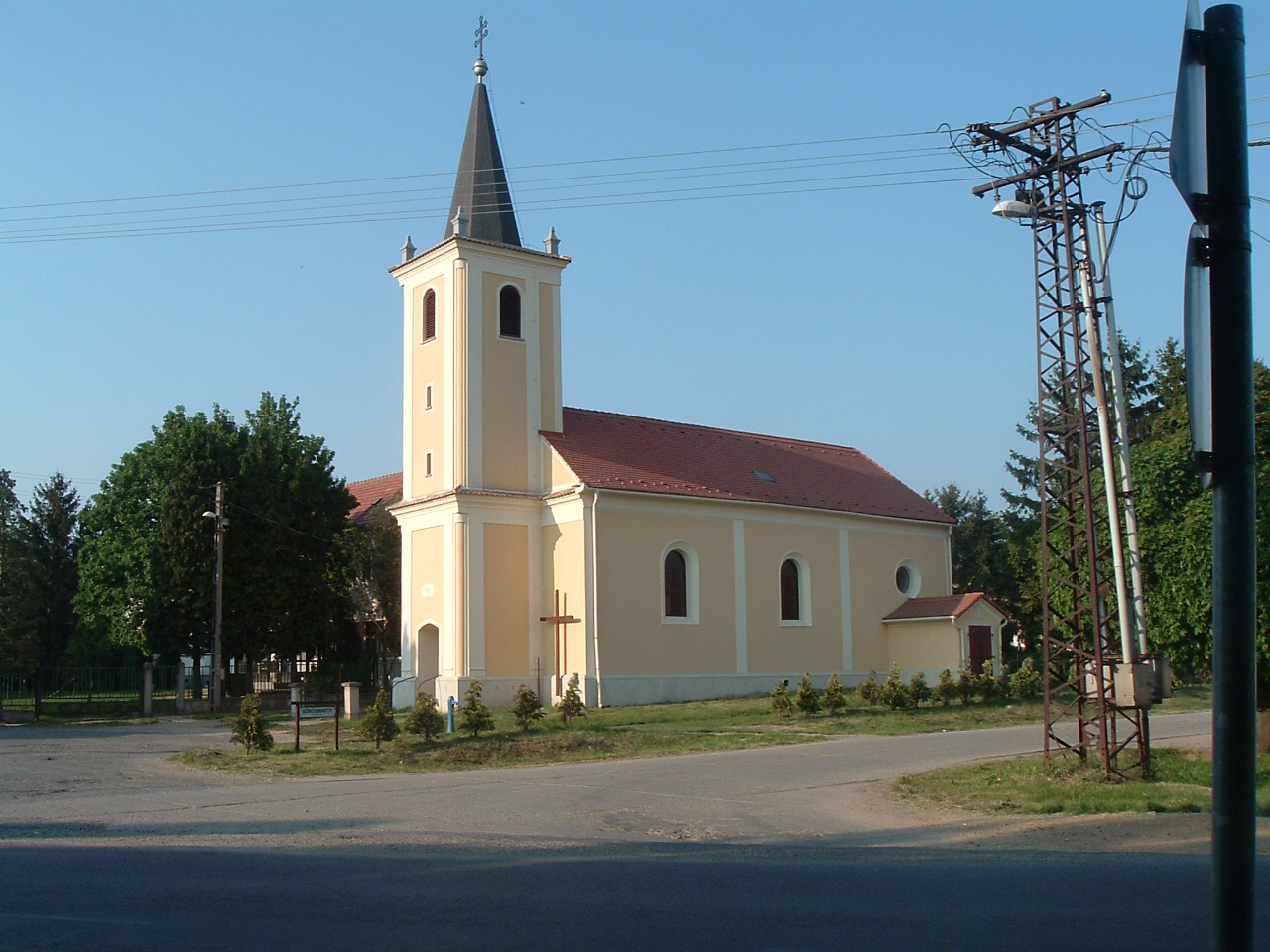
Římskokatolický kostel v Acsádu

Acsád (chorvatsky Jučad) je vesnice v župě Vas v okrese Szombathely v Maďarsku. Rozloha obce činí 14,34 km² a v lednu 2013 zde žilo 585 obyvatel.

## Poloha
Obec se nachází 14 km severovýchodně od města Szombathely. Sousedními obcemi jsou Meszlen, Salköveskút, Vasszilvágy, Gór a město Csepreg. Obec má železniční stanici na trati Sopron-Szombathely.

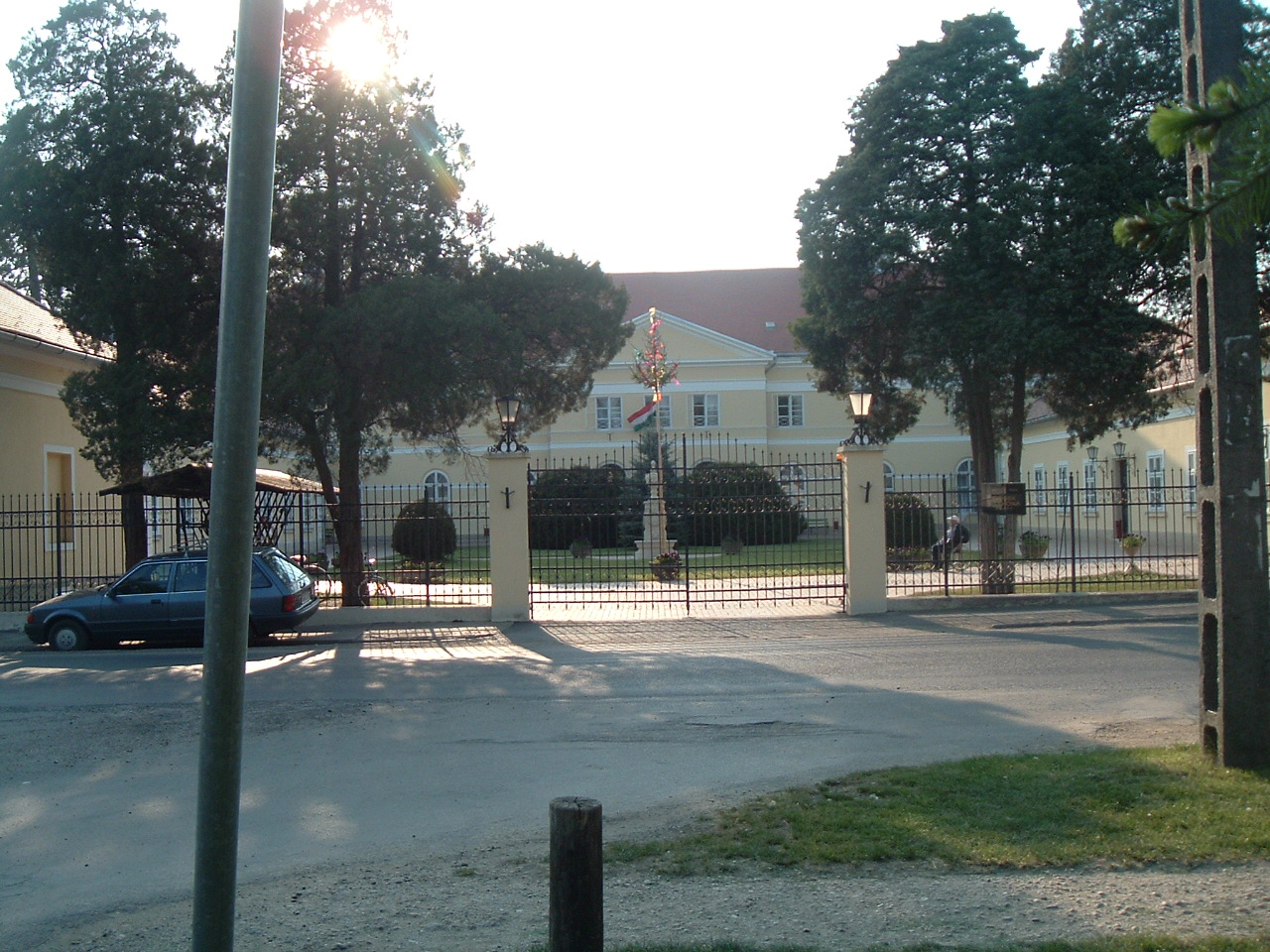
Zámek Szegedy

## Zajímavosti
- Římskokatolický kostel - pravděpodobně postavený v 15. století a později přestavěný v barokním stylu.
- Szegedy zámek - postavený v roce 1723. Přestavěný byl v roce 1824 v klasicistním stylu. U zámku je park o rozloze asi 5 hektarů s botanickou zahradou. V zámku je domov důchodců.
- Ze zámeckého parku vede 250 m dlouhá platanová alej se 180 platany. Byla vysázena asi v roce 1820.
- Evangelická modlitebna - postavena v roce 1989.

## Osobnosti
- Eugene Rakosi (* 12. listopadu 1842), novinář, básník, první ředitel Národního divadla, zakladatel budapešťských novin.
- dr. Fettich Nándor (7. ledna 1900 – 17. května 1971, Budapešť), archeolog, zlatník, člen Maďarské akademie věd.